# 最低速度 (道路標識)

日本における「最低速度」の道路標識

最低速度（さいていそくど）の道路標識は、交通規制の一種である最低速度を示すものである。

## 概説

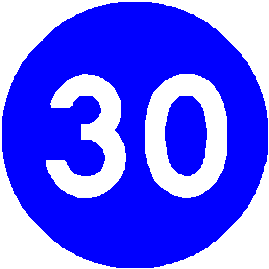
ポーランドの最低速度制限標識

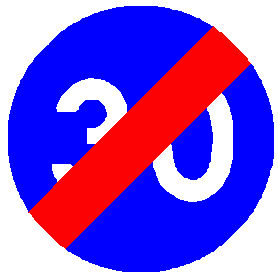
ポーランドの最低速度制限解除標識

1968年に成立した道路標識及び信号に関する条約によれば、青い丸の中に白数字で示したものが最低速度標識で、その解除には最低速度標識に赤の斜線が一本右上から左下に描かれたものが指定されているが、各国における最低速度標識の意匠は各国によってまちまちである。

## 各国の最低速度の標識

### 日本
道路交通法上、規制標識に分類される。
道路交通法第23条又は第75条の4により渋滞・一時停止などやむを得ない場合を除き、最低速度が制限されていることを標示する標識である。最低速度を指定する道路の区間の前面及び道路の区間内の必要な地点における左側の路端に設置される。標示方法は、白地に赤く描かれた太線の円の中に青字の最低速度(km/h)および青の下線で表される。

### 韓国
白地に赤く描かれた太線の円の中に黒字の最低速度(km/h)および黒の下線で表される。日本とほぼ同じであるが字体やバランスが異なる。

### 台湾
青地の丸型の標識で外側を細く描かれた白い円の中に白数字の最低速度で標示される。

### フィリピン
青地の丸型の標識で外側を細く描かれた白い円の中に白数字の最低速度、その下に白字の「min.」で標示される。

### アメリカ
縦に長い白い長方形の標識で、黒枠の中、黒字で上段に「MINIMUM」「SPEED」と二段に標示され、下段には最低速度（時速マイル）が黒字で標示される。

### イギリス
青地の丸型の標識で外側を細く描かれた白い円の中に白数字の最低速度で標示される。

### ドイツ
青地の丸型の標識で白数字の最低速度で標示される。

### オーストリア
青地の丸型の標識で白数字の最低速度で標示される。

### ルーマニア
青地の丸型の標識で外側を細く描かれた白い円の中に白数字の最低速度で標示される。

### デンマーク
青地の丸型の標識で外側を細く描かれた白い円の中に白数字の最低速度(km/h)、その下に白字の「km」で標示される。